# IEEE 802.1aq
ショーテスト・パス・ブリッジング (SPB, Shortest Path Bridging)は、複数経路のルーティングを実現する機能の1つ。従来のネットワーク設計・設定の煩雑さを軽減するものとして2012年に IEEE 802.1aq で初めて導入され、2014年以降はIEEE 802.1Qに取り込まれている。

## 概要
SPBは、IEEE 802.1Dなどで規定されたスパニングツリープロトコル（STP, RSTP, MSTP）を進化させた機能である。
旧来のスパニングツリーでは複数経路のルーティングができず、更にリング状にループ接続された経路上のスイッチでは1ポートを残してすべてブロッキングされ通信に使用できなかった。
SPBでは対照的に、複数の経路がすべて等価として扱われ、収束時間も早く、ネットワーク効率を向上させている。また、SPBで扱えるレイヤ2ネットワークは、従来のVLANで扱える4096個から大幅に拡張されて4096×4096個のLANを構成でき、メッシュネットワークによるトラフィック分散も可能となった。リンクアグリゲーション(802.1AX)と組み合わせてアクセス側をさらに冗長化することもできる。
SPBでは、イーサネット接続上にIS-ISを用いたリンクステート型のルーティングでVLANを構築でき、トポロジ情報とVLAN IDを通知する。同一VLANのパケットはMAC-in-MAC (802.1ah)でカプセル化されて通信する。ユニキャスト・ブロードキャスト・マルチキャストのいずれにも対応している。IS-ISを一部拡張した機能としてRFC 6329の仕様がある。